# ملعب إيفرتون
ملعب إيفرتون هو ملعب كرة قدم يقع في مدينة ليفربول بإنجلترا، وسيكون الملعب الرئيسي لنادي إيفرتون ابتداءً من الموسم 2025-2026، يتسع هذا الملعب لـ 52888 ألف متفرج.